# Lasiodiscidae
Lasoidiscidae es una familia de foraminíferos bentónicos de la superfamilia Archaediscoidea, del suborden Fusulinina y del orden Fusulinida. Su rango cronoestratigráfico abarca desde el Viseense (Carbonífero inferior) hasta el Pérmico.

## Discusión
Algunas clasificaciones más recientes incluyen Lasoidiscidae en la superfamilia Archaediscoidea, del suborden Archaediscina, del orden Archaediscida, de la subclase Afusulinana y de la clase Fusulinata.

## Clasificación
Lasoidiscidae incluye a los siguientes géneros:
- Eolasiodiscus †
- Glomotrocholina †
- Howchinia †
- Lasiodiscus †
- Lasiotrochus †
- Monotaxinoides †
- Planohowchinia †

Otros géneros considerados en Lasiodiscidae son:
- Monotaxis †, aceptado como Howchinia
- Rhaetotorulus †, de posición taxonómica incierta